# Adhemar Ferreira de Camargo Neto
Adhemar Ferreira de Camargo Neto (nacido el 27 de abril de 1972) es un exfutbolista brasileño que se desempeñaba como delantero.

## Trayectoria

### Clubes
| Club                 | País          | Año         |
| -------------------- | ------------- | ----------- |
| Estrela              | Brasil        | 1991 - 1993 |
| São José             | Brasil        | 1994        |
| São Bento            | Brasil        | 1995 - 1996 |
| Corinthians Paulista | Brasil        | 1996        |
| São Caetano          | Brasil        | 1997        |
| Ponta Grossa         | Brasil        | 1998        |
| São Caetano          | Brasil        | 1999 - 2001 |
| VfB Stuttgart        | Alemania      | 2001 - 2003 |
| São Caetano          | Brasil        | 2003 - 2004 |
| Seongnam FC          | Corea del Sur | 2004        |
| São Caetano          | Brasil        | 2004        |
| Yokohama F. Marinos  | Japón         | 2005        |
| São Caetano          | Brasil        | 2005 - 2006 |